# Gugusar
Guðlaug Sóley Höskuldsdóttir, plus connue sous le nom de gugusar, est une chanteuse islandaise née le 29 janvier 2004. Elle a sorti son premier album, Listen To This Twice, en 2020, financé grâce à une collecte de fonds sur Karolinafund. Son deuxième album, 12:48, est sorti le 11 novembre 2022 et a notamment été désigné "album de la semaine" par Rás 2.

## Albums

### Albums
- Listen To This Twice (2020) [4]
- 12:48 (2022)
- QUACK (2025)

### EP
- "I'm no supposed to say this" (2019)
- "If u wanna go" (2019)
- "Marthröð" (2019)
- "Frosið sólarlag" (2020)
- "Röddin í Klettunum" (2021)
- "Glerdúkkan" (2021)
- "Annar séns" (2022)
- "Ekkert gerðist" (2024)
- " Merki" (2024)
- REYKJAVÍKURKVÖLD (2025)
- "SÁLFRÆÐI" (2025)
- "Aldrei til" ft. HubbaBubba & Hiilmar (2025)

## Sources
1. ↑  (is) Ritstjórn Kjarnans, « 16 ára gugusar gefur út fyrstu plötu », journal,‎ 1er mars 2020 (lire en ligne)
2. ↑  (is) « gugusar - fyrsta breiðskífan » , sur karolina fund, 2020 (consulté le 10 décembre 2024)
3. ↑  « Gugusar - 12:48 » , sur ruv.is, 14 novembre 2020 (consulté le 10 décembre 2024)
4. ↑  « gugusar », sur Spotify (consulté le 10 décembre 2024)